# Ambon (Stadt)
Ambon ist die größte Stadt und der bedeutendste Hafen der gleichnamigen Insel und zugleich Hauptstadt der indonesischen Provinz Maluku.

## Geographie
Die Stadt Ambon erstreckt sich zwischen 3°34′8,40″ und 3°47′42,00″ südlicher Breite sowie zwischen 128°1′33,60″ und 128°18′3,60″ östlicher Länge. Das Stadtgebiet grenzt an den Distrikt (Kecamatan) Leihutu im Norden, an den Distrikt Salahutu im Osten sowie an den Distrikt West Leihitu (Lehitu Barat) im Westen, alle im Regierungsbezirk Zentralmolukken (Kabupaten Maluku Tengah). Im Süden bildet die Küstenlinie der Bandasee eine natürlich Grenze.
Die Stadt ist mit 352.480 Einwohnern (2022) eine der größten Städte im Osten Indonesiens. Um 2000 kam es hier immer wieder zu schweren Ausschreitungen zwischen Christen und Muslimen.
Ambon verfügt über einen Flughafen und ist Sitz der staatlichen Pattimura-Universität sowie der privaten protestantischen Christlichen Universität von Maluku. Hier befindet sich der größte Stützpunkt der indonesischen Marine im Osten des Landes.

## Geschichte

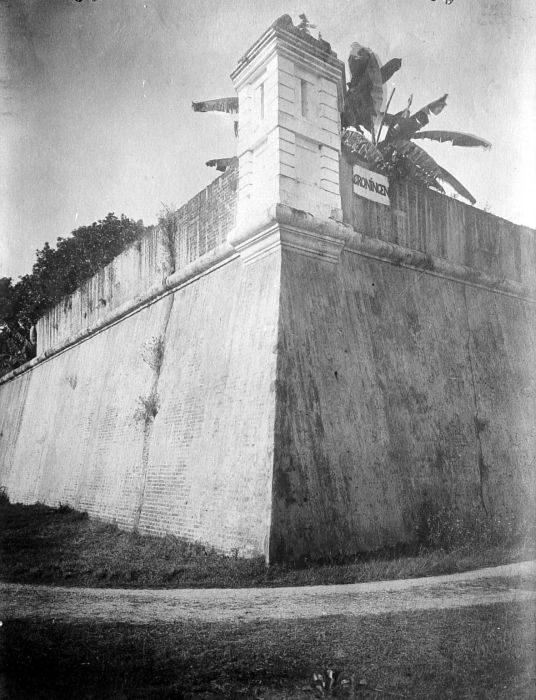
Die Bastion Groningen des Forts Victoria.

Ambon wurde durch die Portugiesen im Jahr 1526 besiedelt, die Ambon als wichtigen Stützpunkt für den lukrativen Gewürzhandel mit den Molukken nutzten. Die Portugiesen wurden 1609 von den Niederlanden als Kolonialmacht abgelöst, die, bis auf eine kurze britische Herrschaft zu Beginn des 19. Jahrhunderts, bis ins 20. Jahrhundert die Regierungsgewalt ausübte. Die Niederländer errichteten hier das Fort Victoria, das die Siedlung schützte, deren Bewohner in Orang burger, den niederländische Bürger, und Orang negri, einheimische Bevölkerung, unterteilt waren. Auch Araber, Chinesen und einige Portugiesen siedelten in der Stadt, die die Niederländer zum Marinestützpunkt ausbauten.
1942 eroberten die Japaner Ambon. Nach deren Vertreibung kam es zur Unabhängigkeitsbewegung gegen die Niederländer, die in der Souveränität Indonesiens endete. Bald aber entwickelte sich auf den Molukken eine Widerstandsbewegung gegen die neue zentralistische Herrschaft Indonesiens. Ein eigener Staat, die Republik Maluku Selatan, wurde ausgerufen, doch konnte Jakarta die Rebellion 1950 innerhalb weniger Wochen gewaltsam unterdrücken.

## Religiöse Unruhen
Christlich-muslimische Auseinandersetzungen, die am 19. Januar 1999 begannen, eskalierten so sehr, dass weite Teile der Stadt zerstört wurden. Die indonesische Polizei erwies sich als nicht in der Lage, für eine Beruhigung zu sorgen, sondern beteiligte sich zum Teil selbst je nach religiöser Ausrichtung der Polizisten an den Unruhen. Besonders das indonesische Militär spielte eine fatale Rolle und ließ unter Missachtung von Regierungsbefehlen Tausende von Kämpfern des islamistischen Laskar Jihad ungehindert auf ihrem Weg von Java zu den Molukken passieren. Dies trug entscheidend zur Eskalation der Kämpfe bei, die auf den gesamten Molukken schätzungsweise 10.000 Menschen das Leben kosteten, die meisten davon Christen. Immer wieder kam es in der darauffolgenden Zeit zu Ausschreitungen und Übergriffen sowie im Jahr 2004 auch zu mehreren Bombenanschlägen. Seit 2005 hat sich die Situation allerdings wieder relativ beruhigt.

## Verwaltungsgliederung
Die autonome Stadt Ambon gliedert sich in fünf Distrikte (Kecamatan) mit 50 Dörfern (Desa/Negeri), von denen 20 als Kelurahan einen städtischen Charakter besitzen. Die weitere Unterteilung erfolgt in 25 Dusun, 282 Rukun Warga (RW, Wohnviertel) und 1111 Rukun Tetangga (RT, Nachbarschaften).
| Code 1   | Kecamatan Distrikt    | Ibu Kota Verwaltungssitz | Fläche (km²) | Einwohner Census 2010 2 | Volkszählung 2020 | Volkszählung 2020 | Volkszählung 2020 | Anzahl der | Anzahl der |
| Code 1   | Kecamatan Distrikt    | Ibu Kota Verwaltungssitz | Fläche (km²) | Einwohner Census 2010 2 | Einwohner 3       | 0Dichte 40        | Sex Ratio 5       | Desa 6     | Kel. 7     |
| -------- | --------------------- | ------------------------ | ------------ | ----------------------- | ----------------- | ----------------- | ----------------- | ---------- | ---------- |
| 81.71.01 | Nusaniwe              | Negeri Amahusu           | 88,35        | 89.866                  | 90.250            | 1.021,5           | 98,5              | 5          | 8          |
| 81.71.02 | Sirimau               | Kelurahan Waihoka        | 86,81        | 140.064                 | 146.426           | 1.686,7           | 99,5              | 4          | 10         |
| 81.71.03 | (Teluk Ambon) Baguala | Negeri Passo             | 40,11        | 53.472                  | 57.591            | 1.435,8           | 100,6             | 6          | 1          |
| 81.71.04 | Teluk Ambon           | Desa Waiyame             | 93,68        | 38.451                  | 43.363            | 462,9             | 102,6             | 7          | 1          |
| 81.71.05 | Leitimur Selatan      | Negeri Leahari           | 50,50        | 9.401                   | 9.658             | 191,3             | 99,1              | 8          | –          |
| 81.71    | Kota Ambon            | Kel. Honipopu            | 359,45       | 331.254                 | 347.288           | 966,16            | 99,8              | 30         | 20         |

## Demographie
Zur Volkszählung im September 2020 (indonesisch Sensus Penduduk – SP2020) lebten in der Stadt Ambon 347.288 Menschen, davon 173.802 Frauen (50,05 %) und 173.486 Männer (49,95 %). Gegenüber dem letzten Census (2010) stieg der Frauenanteil um 0,14 %. Mitte 2022 waren 59,41 Prozent der Einwohner Christen (200.656 ev.-luth. / 8.761 röm.-kath.), Moslems hatten einen Anteil von 40,47 %, zum Hinduismus bekannten sich 0,08 % und zum Buddhismus 0,04 %.
71,21 Prozent oder 251.012 Personen gehörten zur erwerbsfähigen Bevölkerung (15–64 Jahre); 23,47 % waren Kinder und 5,32 % im Rentenalter. Von der Gesamtbevölkerung waren Mitte 2022 54,29 (46,86) % ledig, 41,19 (47,88) % verheiratet, 0,72 (0,84) % geschieden und 3,80 (4,42) % verwitwet. Die geklammerten Kursivzahlen geben den Anteil bezogen auf die Bevölkerung ab 10 Jahre an (303.234).

Der HDI-Index war 2020 mit 80,84 die höchste der Provinz.

## Verkehr

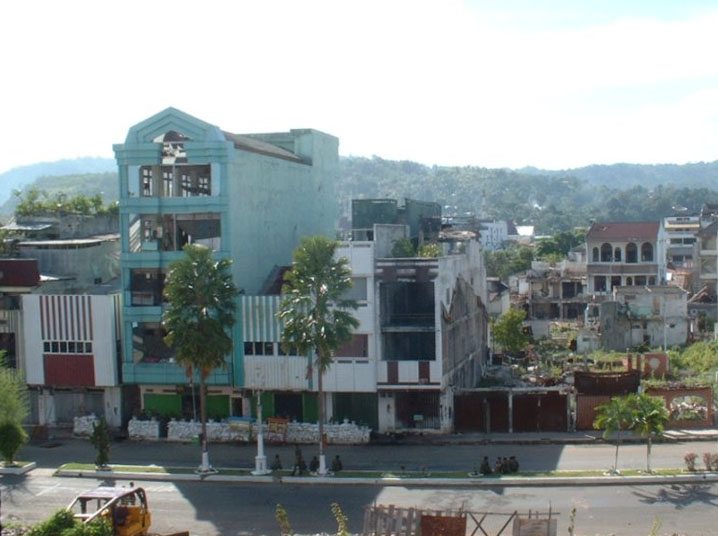
Ambon (Stadt) mit den Zerstörungen infolge der Kämpfe 2001

Der Internationale Flughafen Pattimura bei der Siedlung Laha am Nordufer der Bucht von Ambon wird von mehreren indonesischen Linienfluggesellschaften angeflogen und stellt inzwischen eine Drehscheibe des Luftverkehrs für den gesamten Osten des Landes dar mit Direktverbindungen nach Jakarta, Surabaya, Makassar, Manado und Sorong sowie zahlreichen kleinen Flughäfen der Region. Der Flughafen ist mit der Stadt durch eine zweispurige Schnellstraße verbunden, die seit Fertigstellung der Hochbrücke (Jembatan Merah Putih) über die Bucht (Eröffnet April 2016) direkt im Stadtzentrum endet. Weiterhin verkehren zwischen Rumah Tiga und Batu Merah Autofähren, zur Hauptverkehrszeit im 10-Minuten-Takt. Der Hafen der Stadt ist auch Knotenpunkt für acht Fährlinien, die die umliegenden Inseln bedienen.

## Tourismus
In der Stadt selbst befinden sich mehrere Mittelklassehotels für Geschäftsreisende. Für Touristen bieten sich an Land wenige Sehenswürdigkeiten, die Bucht hat sich jedoch bei Sporttauchern einen besonders guten Ruf für Beobachtungen von seltenen Kleinlebewesen erworben (sog. „Muck Diving“), sodass sich mehrere Tauchbasen und kleine Taucher-Hotelanlagen angesiedelt haben. Die Bucht von Ambon wird daher auch regelmäßig von Tauchreise-Schiffen angelaufen.

## Klimatabelle
|                       | Jan  | Feb  | Mär  | Apr  | Mai  | Jun  | Jul  | Aug  | Sep  | Okt  | Nov  | Dez  |   |      |
| Mittl. Tagesmax. (°C) | 32,3 | 32,2 | 31,6 | 31,5 | 30,2 | 29,4 | 28,5 | 28,9 | 29,9 | 31,4 | 32,5 | 33,1 | ⌀ | 31   |
| Mittl. Tagesmin. (°C) | 22,1 | 21,8 | 22,9 | 22,8 | 22,8 | 22,2 | 22,3 | 22,4 | 21,9 | 22,3 | 22,6 | 24,0 | ⌀ | 22,5 |
|                       |      |      |      |      |      |      |      |      |      |      |      |      |   |      |
| Niederschlag (mm)     | 21   | 44   | 101  | 299  | 402  | 817  | 647  | 457  | 241  | 239  | 196  | 175  | Σ | 3639 |
|                       |      |      |      |      |      |      |      |      |      |      |      |      |   |      |
| Sonnenstunden (h/d)   | 6,2  | 6,6  | 6,8  | 5,9  | 5,1  | 4,0  | 3,7  | 3,6  | 5,0  | 6,2  | 7,3  | 6,5  | ⌀ | 5,6  |
|                       |      |      |      |      |      |      |      |      |      |      |      |      |   |      |
| Regentage (d)         | 4    | 10   | 13   | 26   | 22   | 27   | 26   | 22   | 16   | 15   | 17   | 19   | Σ | 217  |
|                       |      |      |      |      |      |      |      |      |      |      |      |      |   |      |
| Luftfeuchtigkeit (%)  | 79   | 79   | 80   | 83   | 85   | 87   | 86   | 85   | 84   | 83   | 81   | 80   | ⌀ | 82,7 |

| 22,1 |

| 21,8 |

| 22,9 |

| 22,8 |

| 22,8 |

| 22,2 |

| 22,3 |

| 22,4 |

| 21,9 |

| 22,3 |

| 22,6 |

| 24,0 |

| 22,1 |

| 21,8 |

| 22,9 |

| 22,8 |

| 22,8 |

| 22,2 |

| 22,3 |

| 22,4 |

| 21,9 |

| 22,3 |

| 22,6 |

| 24,0 |

## Persönlichkeiten
- Johanna van Eijbergen (1865–1950), niederländische Zeichnerin, Malerin und Designerin von Metallornamenten
- Geertruida Adriana Tromp (1863–1951), niederländische Lobbyistin für die ostindischen Kolonien, kam in Ambon zur Welt